# Wikstroemia lichiangensis
Wikstroemia lichiangensis är en tibastväxtart som beskrevs av W.W. Smith. Wikstroemia lichiangensis ingår i släktet Wikstroemia och familjen tibastväxter. Inga underarter finns listade i Catalogue of Life.